# Фазування орбіти
Фазування орбіти — орбітальний маневр космічного апарата. Як правило, виконується в ході зближення і стикування двох космічних апаратів, наприклад — корабля і орбітальної станції. Маневр полягає в зміні аргументу широти космічного апарата за допомогою зміни орбітального періоду. У розрахунковий час виконується необхідне число включень рухової установки корабля. Орбіта, на якій виробляються ці динамічні операції, називається орбітою фазування.
Як приклад використання фазування орбіти можна навести опис маневру зближення транспортного пілотованого корабля «Союз» із МКС. Зближення і стикування здійснюється по дводобовій схемою. На 3 і 4-му витках корабель, за допомогою двоімпульсного маневру дальнього зближення, перекладається на орбіту фазування. Рухаючись по цій орбіті, транспортний корабель знаходиться нижче МКС і наздоганяє станцію; для виконання зближення і стикування виробляються наступні динамічні операції. До них належать: одноімпульсний маневр дальнього зближення (17-18 витки), заключний маневр дальнього зближення (30-31 витки), причалювання і стикування корабля з МКС.